# نظرية تخصيص الأجور
نظرية مخصص الأجور أو تخصيص الأجور، (wages Fund Theory)، لقد أحتلت هذه النظرية مكانة ملحوظة في تاريخ المذاهب الاقتصادية، واخذ بها الكثير من الاقتصاديين في النصف الأول من القرن التاسع عشر،
وبخاصة العالم الاقتصادي جون ستيوارت مل، وتقترب هذه النظرية كثيرا من قانون العرض والطلب، وهي تحاول تفسير ذلك القانون في ميدان العمل والعمال، فالعرض وفقا لهذه النظرية هم العمال الذين يبحثون عن العمل، والطلب هو رؤوس الأموال التي تبحث عن الأستثمار، والعلاقة بين هذين العاملين هي التي تحدد سعر الأجور للعمال.